# Књижевни клуб Велимир Рајић
Књижевни клуб Велимир Рајић је књижевни клуб из Алексинца, који окупља локалне књижевнике, песнике и књижевне ентузијаисте. Најстарији је регистровани књижевни клуб у Србији.

## Историјат
Основан је 1953. године под именом Брђанка (што је име алексиначког парка). Са малим прекидима у раду опстао је до данас. Последње две деценије носи име алексиначког песника Велимира Рајића. Објављује лист "Рајићеви дамари" једном или два пута годишње, и организује локалне поетске конкурсе.
Неки од локалних чланова овог клуба били су:
- Мирослав Здравковић Здравковски, уметник и песник[3]
- Светлана Биорац - Матић, песникиња[4]
- Зорица Шипка (1951 - 2016), песникиња[5][6]
- Слободан Ганић, песник[7]
- Славомир Васић, афористичар[8][9]